# Варахаил (линейный корабль, 1752)
«Варахаил» — парусный линейный корабль Балтийского флота Российской империи, один из кораблей типа «Пётр Второй», участник Семилетней войны, в том числе осады Кольберга.

## Описание судна
Представитель серии парусных 54-пушечных линейных кораблей типа «Пётр II», строившихся в период с 1724 по 1768 год на верфях Архангельска и Санкт-Петербурга. Всего в рамках серии было построено девятнадцать линейных кораблей.
Длина корабля составляла 43,6 метра, ширина — 11,6 метра, а осадка — 5,1 метра. Вооружение судна составляли 54 орудия, включавшие восемнадцати-, восьми- и четырёхфунтовые пушки, а экипаж состоял из 440 человек.

## История службы
Линейный корабль «Варахаил» был заложен на Соломбальской верфи 4 (15) июня 1751 года и после спуска на воду 30 апреля (11 мая) 1752 года вошёл в состав Балтийского флота России. Строительство вёл корабельный мастер И. В. Ямес.
С июля по сентябрь 1752 года корабль совершил переход из Архангельска в Кронштадт. В 1754 году в составе эскадры выходил в практические плавания в Балтийское море и Финский залив, а в 1755 году — в крейсерское плавание в Балтийское море. В 1756 году входил в состав практической эскадры капитан-командора Г. А. Кейзера, совершавшей плавание от Ревеля до Готланда.
Принимал участие в Семилетней войне 1756—1763 годов. В 1757 году ходил из Ревеля к берегам Пруссии для блокады Данцига, Мемеля и Пиллау, при этом с 29 апреля (10 мая) по 17 (27) августа входил в состав эскадры контр-адмирала В. Ф. Люиса, а с 11 (22) сентября по 28 октября (8 ноября) — в состав отряда вице-адмирала А. И. Полянского. В том же году совершил плавание к Карлскроне.
8 (19) июня 1758 года покинул Ревель и в составе эскадры вице-адмирала А. И. Полянского ушёл в крейсерское плавание в Балтийское море. В том же году совершил плавание в Копенгаген. С 9 (20) июля по 29 августа (9 сентября) принимал участие в операции соединённого русско-шведского флота по блокаде пролива Зунд, осуществлявшейся с целью закрыть вход английскому флоту в Балтийское море. 29 сентября (5 октября) корабль вернулся в Ревель.
Совместно с кораблём «Астрахань» с апреля по июль 1759 года конвоировал из Риги в Пиллау транспортные суда с военными припасами, после чего ушёл к острову Эланд, где присоединился к находившейся там эскадре А. И. Полянского. В составе этой эскадры «Варахаил» ушёл в крейсерство к берегам Пруссии. С сентября по ноябрь входил в состав эскадры, перевозившей войска из Ревеля в Данциг, после чего вернулся в Ревель.
В составе флота с 3 (14) по 18 (29) августа 1760 года совершил переход к Кольбергу и принял участие в его осаде. С 17 (28) августа по 8 (19) сентября участвовал в бомбардировке крепости. 9 (18) сентября взял на борт войска и с эскадрой ушёл от Кольберга, 18 (29) сентября доставил взятые войска в Ревель, после чего ушёл в Кронштадт.
13 (24) июня 1761 года вместе с остальными судами флота вышел из Кронштадта с войсками на борту и 19 (30) июля доставил их к Рюгенвальде. Высадив войска корабли флота ушли к Кольбергу, куда прибыли 13 (24) августа. 14 (25) августа «Варахаил» галсировал вдоль берега и обстреливал укрепления крепости, 28 августа (5 сентября) принимал участие в бомбардировке крепости. 24 октября (4 ноября) корабль вернулся в Ревель. В апреле 1762 года использовался для сопровождения из Ревеля в Кронштадт транспортных судов.
Корабль «Варахаил» был разобран в 1763 году в Кронштадте.

## Командиры судна
Командирами линейного корабля «Варахаил» в разное время служили:
- капитан 3-го ранга П. П. Андерсон (1752 год)[12];
- капитан 2-го ранга С. Ваксель (1754 год)[13];
- капитан-лейтенант П. Давыдов (1755 год)[14];
- капитан 3-го ранга Д. И. Вилисон (1756 год)[комм. 6][15];
- капитан 3-го ранга А. И. Секерин (1757 год)[8];
- капитан 3-го ранга И. А. Колышкин (1758—1759 годы)[16];
- капитан 3-го ранга Ф. Пивов (1760 год)[17];
- капитан 3-го ранга И. М. Спиридов (1761—1762 годы)[18].

## Комментарии
1. ↑  Также в серию входили линейные корабли «Пётр Второй» (головной корабль проекта), «Выборг», «Новая Надежда», «Северная Звезда», «Азов», «Астрахань», «Святой Андрей», «Кронштадт», «Святой Пантелеймон», «Святой Исаакий», «Святой Николай», «Шлиссельбург», «Азия», два корабля «Нептунус» 1736 и 1758 годов постройки, два корабля «Город Архангельск» 1735 и 1761 годов постройки и «Варахаил» 1749 года постройки
2. ↑  143 фута.
3. ↑  38 футов.
4. ↑  16 футов 7 дюймов.
5. ↑  В ряде источников контр-адмирала.
6. ↑  Настоящее имя Duncon Villison, в русской транслитерации также использовалось имя Донкон.